# Чернокапці
Чернока́пці (болг. Чернокапци) — село в Тирговиштській області Болгарії. Входить до складу общини Омуртаг.

## Населення
За даними перепису населення 2011 року у селі проживали 280 осіб, з них 278 осіб (99,3%) — турки.
Розподіл населення за віком у 2011 році:
Динаміка населення: